# Peniophora duplex
Peniophora duplex är en svampart som beskrevs av Burt 1926. Peniophora duplex ingår i släktet Peniophora och familjen Peniophoraceae.   Inga underarter finns listade i Catalogue of Life.